# سینمای عمان

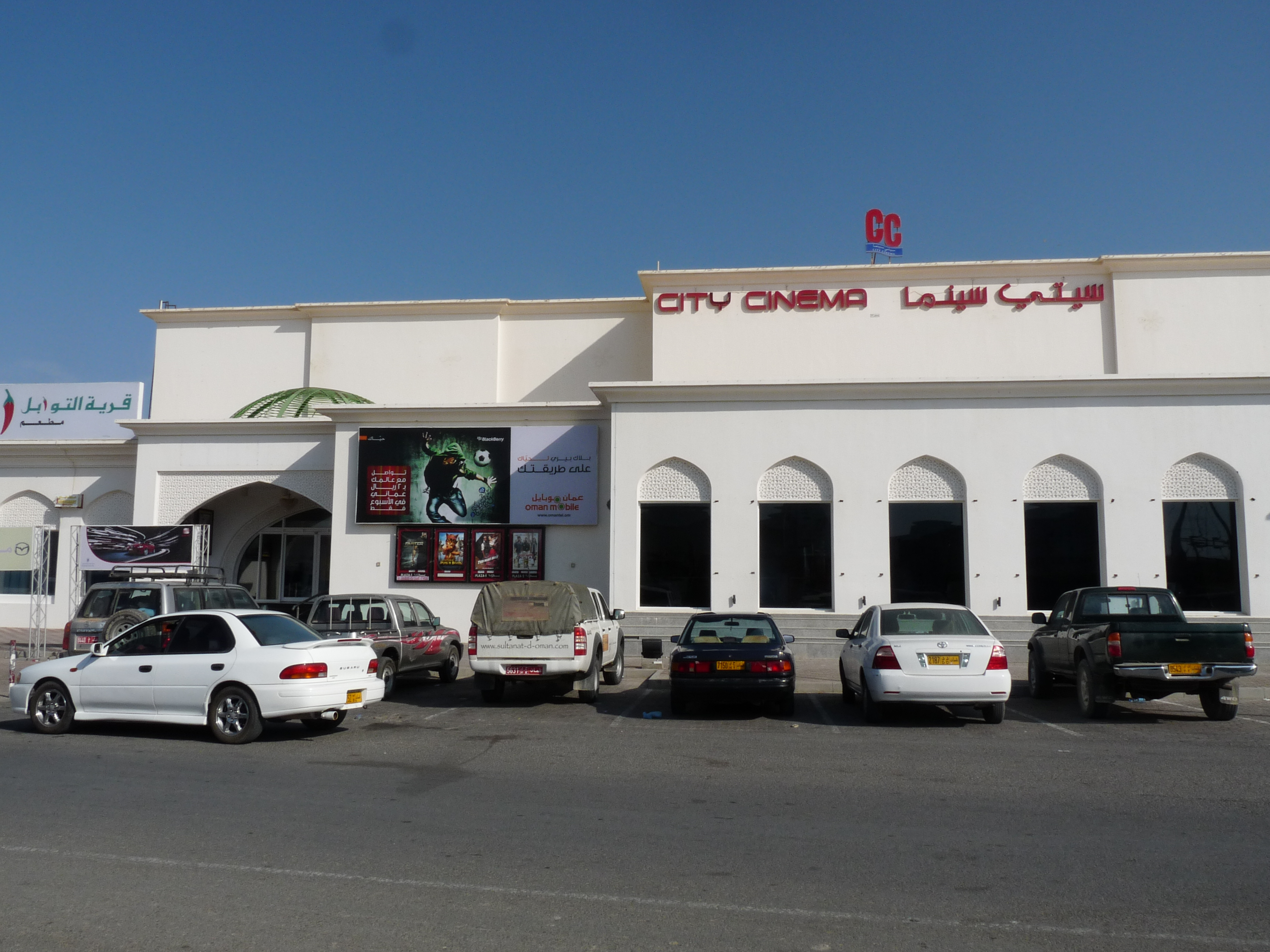
سیتی سینما در شهر صور

سینمای عمان در بین سینمای آسیای غربی خردترین سهم را دارد. تنها فیلم بومی تولید شده در عمان محصول ۲۰۰۷ به نام ال-بوم ساخته خالد الزجالی است که با الهام از نمایش معروف در انتظار گودو نوشته ساموئل بکت تولید شده‌است.
از آوریل ۲۰۰۹ جشنواره بین‌المللی فیلم مسقط (Muscat International Film Festival) در این کشور برگزار می‌شود.
در ۲ دهه اخیر فیلم‌هایی نظیر مأمور خرید شخصی، کاپیتان فیلیپس، نخبگان قاتل و روزی روزگاری در بمبئی دوباره! در جغرافیای عمان به ویژه در مناطق ساحلی تولید شده‌اند.